# Комуністична партія Радянського Союзу
Комуністична па́ртія Радя́нського Сою́зу (КПРС) (рос. Коммунистическая партия Советского Союза (КПСС)) — єдина легальна політична партія (з середини 1920-х років до 1991) у Радянському Союзі.
Попередні назви: РСДРП(б), РКП(б), ВКП(б).
Від початку 1920-х років до 1990 року партія функціонувала в умовах однопартійної системи і володіла монопольним правом на політичну владу, що сприяло встановленню в країні тоталітарного режиму. Монополія на владу в СРСР була закріплена конституційно: у статті 126 Конституції 1936 року Комуністична партія проголошувалася «керівним ядром» державних та громадських організацій, в статті 6 Конституції СРСР 1977 року КПРС проголошена керівною і спрямовуючою силою радянського суспільства в цілому.
Провал путчу ДКНС у серпні 1991 року послужив підставою для звинувачення КПРС в антиконституційній діяльності. Указами президента РРФСР Бориса Єльцина діяльність партії на території РРФСР була припинена, її майно — конфісковано. Указом президента РРФСР від 6 листопада 1991 р. діяльність КПРС на території Росії припинена, її організаційні структури розпущені. На території України КПРС була заборонена 30 серпня 1991 року в результаті заборони її республіканської організації — Комуністичної партії України.
Творцем партії і її вождем за його життя вважається В. Ульянов (Ленін). Як зазначав Арнольд Тойнбі

| Успіх ленінського диктаторського режиму однопартійного типу доведений багатьма його наслідувачами. Проминувши тих наслідувачів, що називали себе комуністами, вкажімо лише на режим, установлений Мустафою Кемалем Ататюрком задля повного відродження Туреччини; на фашистський режим Муссоліні в Італії; на націонал-соціалістичний режим Гітлера в Німеччині. |

## Історія

### Заснування
Російська соціал-демократична робітнича партія виникла наприкінці XIX століття як наслідок об'єднання кількох соціал-демократичних гуртків («Союз боротьби за визволення робітничого класу», група «Робітничої газети», «Бунд»), а також численних марксистських груп. Установчий з'їзд партії відбувся у Мінську 13-15 березня 1898 року. За офіційною версією, що пропагувалася у СРСР, «хоча з'їзд і проголосив створення партії, але партія все ж не була створена». З'їзд випустив маніфест, що декларував основні програмні цілі партії. Майбутні лідери партії — Плеханов, Цедербаум, Ульянов та інші не мали відношення до з'їзду. Незабаром члени обраного на з'їзді ЦК були заарештовані й партія практично припинила свою діяльність.
У майбутні роки продовжувалося формування марксистських груп, їх ідейний та організаційний розвиток. Це надало можливість лідерам цих груп встановити зв'язки між групами, перетворити їх на зародки партійних організацій і, певною мірою, об'єднати їх. Це дозволило остаточно організаційно оформити РСДРП 1903 року на II з'їзді партії.
Як окрема партія РСДРП (б) виділилася фактично від 1912, формально від 1917, із більшовицької фракції Російської соціал-демократичної робітничої партії (РСДРП).
У комуністичній радянській історіографії вважалося, що правонаступницями РСДРП(б) були РКП(б), ВКП(б) і КПРС.

### Історичні назви
- 1898—1917 рр. — Російська соціал-демократична робітнича партія.
- 1917—1918 рр. — Російська соціал-демократична робітнича партія (більшовиків), РСДРП(б).
- 1918—1925 рр. — Російська комуністична партія (більшовиків), РКП(б)
- 1925—1952 рр. — Всесоюзна комуністична партія (більшовиків), ВКП(б)
- 1952—1991 рр. — Комуністична партія Радянського Союзу, КПРС

### Національний склад партії

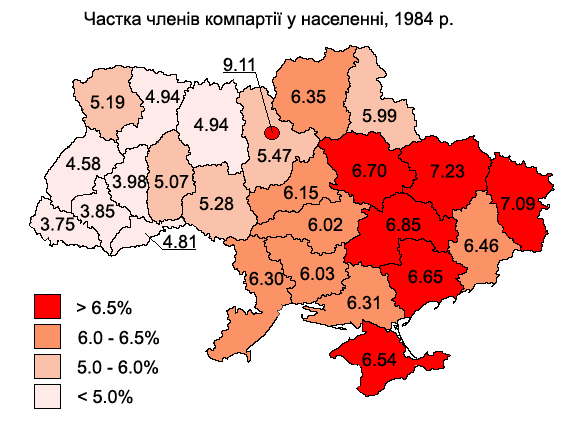
Частка членів КПРС у населенні регіонів УРСР

Національний склад членів РКП(б) у 1922 р.
- росіяни — 71,9 %
- українці — 5,9 %
- євреї — 5,2 %
- латиші — 2,5 %
- грузини — 2,0 %
- білоруси — 1,5 %
- поляки — 1,5 %
- тюрко-татари — 1,2 %
- вірмени — 1,0 %
- естонці — 0,5 %

### Фальсифікація історії КПРС
У зв'язку із монопольним становищем комуністичної партії, протягом усього періоду існування Радянської Росії та СРСР історія тлумачилася згідно з її ідеологічними установками та цілями під контролем відповідних партійних структур, — відділів ЦК КПРС та республіканських партійних організацій (відділи пропаганди та агітації, відділ науки і т. ін.),— та підпорядкованого ЦК КПРС головного органу державної цензури в СРСР — Головліту.
У час важливих змін у розвитку суспільства і суттєвих змін офіційної політики партії історія революційного руху в Росії і історія партії перероблялась наново.
За свідченням науковців АН СРСР, що входили до Наукової ради «Історія Великої Жовтневої соціалістичної революції», науковців Інституту марксизму-ленінізму при ЦК КПРС та Центрального партійного архіву, початок переписуванню та прямій підробці революційного минулого поклала так звана «літературна дискусія про „Уроки Жовтня“», під час якої Політбюро і Секретаріат РКП(б), на пропозицію Генерального секретаря ЦК Й. Сталіна, ухвалили рішення про централізоване вилучення у громадян та організацій для архіву ЦК усіх матеріалів, що стосувалися історії партії, та про суворе обмеження доступу до них, особливо до документів часів революції та громадянської війни у Росії. Як результат цієї операції почали з'являтися праці, у яких прекручувався дійсний сенс історичних подій, їх хронологія, змінювався склад дійових осіб, наводились тенденці́йні політичні їх характеристики, у масову свідомість настирно втовкмачувалась фальшива «теорія двох керманичів Жовтня» (тобто Леніна і Сталіна). Від партії та народу старанно приховувалися, а отже, були недосяжними навіть для істориків, дійсні документи революції, що могли посвідчити про найближче оточення В. Ульянова, про справжні справи, вчинки, погляди Л. Троцького, Л. Каменєва, Г. Зинов'єва, М. Бухаріна, Й. Сталіна та інших діячів Жовтня.
Великих переробок історії партії та революційного руху в Росії до початку 1930 років було три: протягом 1923—1926 років історія перероблялась для потреб періоду головним чином Г. Зінов'євим, за підтримки так званої «старої гвардії», до якої також належали Каменєв, Сталін, Риков, Томський, Бухарін, Куйбишев. Після виступу 1926 року «нової опозиції» у складі Зінов'єва, Каменєва, Крупської, Сокольникова — історія заново переглядається блоком Сталіна — Бухаріна, щоб скомпрометувати частину «старої гвардії», що її на той час очолювали Зінов'єв та Каменєв, а також звеличити її частину, очолювану Сталіним та Бухаріним. Теоретиком цієї переробки стає Бухарін, а її істориком — Ярославський. Від 1929 року більшовицька теорія і історія переробляються втретє. Сталін є теоретиком цієї переробки, а Ярославський спеціалізується на перегляді і «виправленні» історії. Мета цих дій: довести, що ніякої «старої гвардії» раніше не існувало, а був Сталін і, окрім нього, лише опортуністи і штрейкбрехери, котрі, як це не дивно, з невідомих прочин керували ЦК більшовицької партії.
Тотальний контроль за засобами масової інформації дозволяв керівництву партії фальсифікувати будь-яку інформацію і будь-які події. Так, вже на початку 1918 року керівник більшовицького уряду Радянської Росії В. Ульянов у своїх виступах з пропагандистською метою наводив недостовірну інформацію: 7 квітня у промові на мітинзі стверджував, що меньшовики та праві есери «поставили шибеницю для тов. Шаумяна», хоча на той час він навіть не був заарештований; 23 ж квітня говорив, що «перший за хоробрістю контрреволюціонер Корнілов убитий своїми ж власними, обуреними солдатами», хоча Л. Корнілов був убитий у бою під Катеринодаром.
Одним із прикладів фальсифікації було висвітлення діяльності Революційної Військової Ради республіки (РРФСР), що не було об'єктивним, бо більшість її членів були оголошені «ворогами народу» й репресовані: голова РВРР Л. Троцький, командарми І. Вацетіс, С. Каменєв, члени ради Ф. Раскольников, І. Смирнов, В. Антонов-Овсієнко, О. Риков, А. Розенгольц, К. Юреньов, В. Невський, Л. Серебряков, К. Мехоношин, О. Окулов, К. Данишевський, І. Смілга. Їх імена й фотографії видалялися із виданих книжок, діяльність перекручувалась та фальсифікувалась. У 48-му томі першого видання Великої радянської енциклопедії, що вийшов друком 1941 року, немає про Раду й згадки.
Після чергових репресій до передплатників Малої радянської енциклопедії, Великої радянської енциклопедії першого, а потім і другого видання надсилалися
сторінки для заміни тих, де містилися статті про репресованих, або тих, де про них згадувалось у інших статтях. Вилучені сторінки передплатник мусив знищити. Із бібліотек вилучалися та знищувалися книги авторів, що були репресовані.
Видані за кордонами СРСР книги, що містили критику політичного режиму в СРСР, було заборонено ввозити у країну. У разі потреби такі книги, як, наприклад «Моя боротьба» А. Гітлера, перекладались для вищого керівництва КПРС, але зберігались у спеціальних сховищах з обмеженим доступом.
При підготовці текстів творів В. Леніна для так званої «Повної збірки творів» «було проведене їх деяке редагування». В усіх виданнях промови В. Ульянова на площі Фінляндського вокзалу у Петрограді 4 квітня 1917 року після 1938 року, із заключної фрази «Хай живе світова соціалістична революція!» було викреслене слово «світова», і вперше було надруковане лише 1984 року у спогадах Н. Крупської.
У статті «Війна і російська соціал-демократія», написаній у вересні і надрукованій 1 листопада 1914 року, В. Ленін писав: рос. «2 Интернационал умер, побежденный оппортунизмам. Долой оппортунизм и да здравствует очищенный не только от «перебежчиков», но и от оппортунизма 3 Интернационал!… 3 Интернационалу предстоит задача организации сил пролетариата для революционного натиска на капиталистические правительства, для гражданской войны против буржуазии всех стран за политическую власть, за победу социализма». 

У п'ятому виданні творів В. Леніна, т. зв. «Повному зібранні творів» цих слів немає.

### Майно партії
Партія володіла видавництвами, санаторно-курортними установами, готелями та іншим нерухомим майном, а також рахунками у банках у валюті різних країн. Для управління майном та коштами партії у червні 1919 року було створене Управління справами ЦК РКП(б), що змінювало свою назву зі зміною назви партії.
Управління справами також забезпечувало проживання в СРСР та навчання, включаючи «спецнавчання з питань організації нелегальної партійної роботи», представників партій, що перебували у своїх країнах на нелегальному становищі.

### Ліквідація партії
Дослідники історії комуністичної партії в Росії і створеної нею держави наприкінці 20 ст. писали: 
| Наближаючись до свого 70-річчя, держава, народжена у жовтні 1917 року, завершує вісім десятиліть XX століття як остання світова імперія. Над радянською зоною - від Куби до В'єтнаму, від Чехословаччини до Анголи - ніколи не заходить сонце. <...> Історія Радянського Союзу - це історія суспільства і держави, поневолених партією, це історія держави, що поневолила суспільство, це історія партії, яка заволоділа державою для створення такого типу людини, який дозволив би їй вічно зберігати Владу, це історія Опору людини. Успіхи системи очевидні. Але історія не зупинилася. Пам'ять про минуле дозволяє зберегти надію.[21] Оригінальний текст (рос.) Приближаясь к своему 70-летию, государство, рожденное в октябре 1917 года, завершает восьмое десятилетие XX века как последняя мировая империя. Над советской зоной — от Кубы до Вьетнама, от Чехословакии до Анголы — никогда не заходит солнце.<…> История Советского Союза — это история общества и государства, порабощенных партией, это история государства, поработившего общество, это история партии, овладевшей государством для создания такого типа человека, который позволил бы ей вечно сохранять Власть, это история Сопротивления Человека.Успехи системы очевидны. Но история не остановилась. Память о прошлом позволяет сохранить надежду. |

## Політика комуністичної партії

### Спроби експорту революції
На II Всесвітньому конгресі Комінтерну був прийнятий «Маніфест II конгресу Коминтерну» (серпень 1920), де була викладена програма прискорення революції у Європі за допомогою Червоної армії Радянської Росії та встановлення політичної влади європейського пролетаріату у формі Рад з майбутнім «возз'єднанням» цих радянських європейських та азійських республік із Радянською Росією. «Комуністичний Інтернаціонал є партія революційного повстання міжнародного пролетаріату. …Радянська Німеччина, об'єднана із Радянською Росією, виявилась би відразу сильнішою за усі капіталістичні держави, разом узяті! Справу Радянської Росії Комуністичний Інтернаціонал оголосив своєю справою. Міжнародний пролетаріат не вкладе меча до піхов до того часу, допоки Радянська Росія не включиться ланкою до федерації Радянських республік усього світу».
Ще задовго до того була здійснена спроба експорту революції до Угорщини. Для цього РКП(б) була використана угорська група Федерації іноземних груп при ЦК РКП(б).
У жовтні 1918 року близько 20 комуністів цієї групи нелегально прибуло до Угорщини. 4 листопада вони оголосили про створення Комуністичної партії Угорщини. У листопаді ж до Угорщини прибув голова Федерації іноземних груп при ЦК РКП(б) Бела Кун з іще 80-ма комуністами. Він став головою компартії. Наприкінці 1918 — на початку 1919 року прибуло ще 250—300 більшовицьких агітаторів та емісарів. Скориставшись фінансовою допомогою Радянської Росії угорські комуністи змогли розширити революційну пропаганду та посилити свій вплив.
18 лютого вони перейшли до радикальних дій, організувавши напад на газету соціал-демократів «Непсава» («Голос народу»). Під час нападу було вбито 8 та поранено близько 100 осіб. Тієї ж ночі Бела Кун та його штаб були заарештовані.
21 березня, ще перебуваючи у в'язниці, Бела Кун досяг угоди із соціал-демократами і, того ж дня, завдяки оголошеній відставці президента Міхая Карої, був відпущений на волю.
Того ж дня комуністи проголосили створення Радянської Республіки та Революційної Державної ради, що складалася, за прикладом російських більшовиків, із народних комісарів. Народним комісаром торгівлі став Матіяш Ракоші, наркомом економіки Еньо Варга, що скоро по тому стали діячами Комінтерну.
В. Ленін підтримував постійний телеграфний зв'язок із Бела Куном (218 переговорів та повідомлень за 133 дні) і давав вказівки щодо діяльності комуністів. Він порадив розв'язати червоний терор, розстрілювати соціал-демократів та дрібних буржуа. Комуністи вжили репресій щодо євреїв: закликали до знищення євреїв, які не хотіли йти на фронт, а також заарештували 5000 польських євреїв, що приїхали до Угорщини за провізією.
Врешті-решт, налаштувавши проти себе значну частину населення, не маючи можливості чинити спротив Румунії, що сподівалася силою вирішити суперечку щодо Трансильванії, радянські керівники вже втрачали владу.
1 серпня проти Бела Куна був організований путч, ймовірно, радикальними прибічниками Тібора Самуелі. Бела Кун утік із Будапешта і виїхав до Радянської Росії. Ракоші та Варзі також вдалося втекти до Росії. Самуелі намагався перебратися до Австрії, але, затриманий на кордоні, заподіяв собі смерть.
Угорська Радянська Республіка проіснувала до 1 серпня 1919 року.
1920 року війська Радянської Росії під командуванням М. Фрунзе допомогли встановити радянську владу у Бухарі.
«Чудо на Віслі» — розгром Червоної армії під командуванням М. Тухачевського того ж року,— врятувало від такої ж долі Польську Республіку. 23 липня 1920 року, під час роботи II конгресу Комінтерну, Політбюро ЦК РКП(б) вже було затвердило склад маріонеткового Тимчасового революційного комітету Польщі — зародок «радянського уряду».
У 1920—1921 роках вдалося здійснити «радянизацію» Закавказзя,— Грузії, Вірменії, Азербайджану,— XI армією РСЧА на чолі із С. Кіровим.
23 липня 1920 року Голова Ради робітничої та селянської оборони Радянської Росії В. Ленін, оцінив становище у Комінтерні як «пречудове»: «Зинов'єв, Бухарін, а також і я, вважаємо, що варто було би заохотити революцію зараз же в Італії. Моя особиста думка, що для цього потрібно радянізувати Угорщину, а, може бути, також Чехію та Румунію».
Великим, запланованим Комінтерном, заколотом мала стати революція у Німеччині.
17 березня 1920 року В. Ленін телеграфував Й. Сталіну про необхідність «максимально прискорити оволодіння Кримом» оскільки «громадянська війна у Німеччині може примусити нас рушити на захід на допомогу комуністам». У наказі М. Тухачевського, командувача Західним фронтом, що наступав на Варшаву, мовилося: «На багнетах ми принесемо трудящому людству щастя та мир! Вперед, на Захід!». А в цей час на сцені «Большого» театру у Москві, де відбувалися засідання II конгресу Комінтерну, на величезній електрифікованій карті театру радянсько-польських військових дій, що її делегати конгресу називали «картою світової революції», керівники Комінтерну позначали прапорцями просування «міжнародної» Червоної армії до Варшави.
Перша спроба революції у Німеччині була здійснена 1921 року. За наказом Голови Виконавчого комітету Комінтерну Г. Зінов'єва до Німеччини був направлений Бела Кун. Він привіз ЦК Компартії Німеччини наказ Виконкому Комінтерну, що стверджував: оскільки у Німеччині склалась «революційна ситуація», то комуністична партія повинна взяти владу у свої руку шляхом збройного повстання. 4 березня ЦК Компартії Німеччини опублікував у газеті «Роте Фане» (нім. Die Rote Fahne) заклик до німецького пролетаріату негайно розпочати боротьбу за повалення уряду і встановлення влади робітничого класу, а також укладення оборонного і наступального союзу із Радянською Росією.
Комуністи організували серію страйків. Уряд заарештував кількох комуністичних вождів. 22 березня був оголошений загальний страйк у містах Центральної Німеччини. Із його початком комуністи перейшли до рішучих дій: захоплення установ, суден, муніципалітетів, банків та дільниць поліції, а також погрожували організувати вибухи у громадських спорудах. На той час загони комуністів мали вогнепальну зброю, кулемети, гранати та вибухівку. В деяких містах комуністи підривали залізничну колію, мости, вели вуличні бої, застосовували кулемети, гранати, як, наприклад у Айслебені при нападі на казарми поліції. У Геестхахті на Ельбі (нім. Geesthacht) загін близько 2000 комуністів, озброєний кулеметами проголосив «радянську республіку» і погрожував підірвати порохові заводи. Поблизу Альтони (нім. Altona) комуністи захопили динамітні заводи. Вони захопили головного лікаря вугільного району і вимагали за нього викуп у півмільйона марок. Вони примушували приєднуватись до комуністичних загонів усіх чоловіків віком до 50 років.
У боях брав участь голова Центрального бюро єврейських комуністичних секцій при ЦК РКП(б) Исаак Єфімовіч Чемеринський, відомий як член керівництва КПН Аркадій Маслов.
24 березня був заарештований лідер комуністів Макс Гельц (нім. Max Hoelz), 26 березня — депутат рейхстагу, комуніст Венделін Томас.
Але основна маса робітників не підтримали дії комуністів і до початку квітня владі вдалося придушити заколот. Поліція знайшла організаційний штаб повстання, захопила там документи, карти та плани широкого повстання, разом із доказами отримання інструкцій та грошей із Росії. Німецька преса (наприклад, «Берлінер Таґеблатт» нім. Berliner Tageblatt) стверджувала, що комуністи діяли за наказом із Москви. Газета вказувала, що рух у Німеччині був нав'язаний Москвою внаслідок того, що в умовах поширення у Росії антибільшовицького руху їй необхідно було показати усім незадоволеним, що більшовизм поширюється по світу.
У червні завершився суд над комуністами — організаторами березневих подій. Макс Гельц був засуджений до довічних каторжних робіт.
1923 року одним із керівників «революції в Німеччині» мав бути Карл Радек. Він був нелегально відряджений Комінтерном «для участі у керівництві повстанням, що очікувалося». Вночі з 22 на 23 жовтня 1923 року владу в більшості великих міст мали захопити штурмові загони комуністів. Але в останні хвилини перед початком операції Радек віддав наказ відкласти революцію на три місяці. Однак, Ернст Тельман не отримав повідомлення про цей наказ і розпочав заколот, який отримав назву Гамбурзьке повстання.
У вересні 1923 року було організоване збройне повстання у Болгарії, яке було також придушене.
Після цього фіаско було вирішено випробувати революцію в якійсь невеличкій країні. Обрана була Естонія. 1 грудня 1924 року комуністичні загони захопили контроль над стратегічними об'єкатми в столиці — Таллінні. Але ці атаки владі вдалось відбити, а повстання придушити.
1925 року у Болгарії було заплановано знищити царську родину під час траурної служби в Софійському соборі. Від вибуху бомби загинуло понад сто людей, але цар Борис III та міністр залишились неушкодженими.

### Репресії керівництва партії проти її членів
З метою утриматися при владі керівництво партії в усі часи здійснювало репресії проти політичних противників,— як членів інших партій, так і власної партії. Унаслідок цього партію постійно лихоманило: велась постійна боротьба із різними «опозиціями», провадились «чистки», вишукувалися «вороги народу».
У 20-ті роки це була боротьба із «лівою» та «правою» опозиціями, потім із «троцькізмом». У 30-ті роки внутрішньопартійна боротьба посилилась, а внаслідок жорстокого переслідування інакомислячих опозиційна діяльність стала таємною. На початку 30-х років центральною фігурою опору політиці верхівки партії став колишній секретар Краснопресненського райкому Москви Мартем'ян Рютін, що, на базі своєї теоретичної роботи «Сталін та криза пролетарської диктатури», написав маніфест-звернення «До всіх членів партії», а також створив нелегальний «Союз марксистів-ленінців». Члени Союзу звинуватили керівництво ВКП(б) на чолі зі Сталіним у зраді світової революції, у форсованій індустріалізації та насильницькій колективізації, що призвели до «жахливого зубожіння мас». Вони закликали до повалення Сталіна та його кліки. У вересні 1932 року практично усі члени Союзу були заарештовані, засуджені до ув'язнення і потім розстріляні.
1934 року та опісля була проведена серія чисток у партії із обміном партійних квитків. Далі були організовані показові судові процеси над старою більшовицькою гвардією. Відбувалося масове винищення членів партії. Донині не опубліковані дані про кількість репресованих та фізично знищених. Історики-дослідники вважають, що із 3 млн членів та кандидатів у члени партії (на 1934 рік) було репресовано більш ніж 1,3 млн осіб.

## Організаційна будова партії

### Органи партії
- З'їзд партії
- Центральний комітет
- Політбюро чи Президія ЦК
- Генеральний, або ж Перший секретар ЦК.

### Республіканські партійні організації
Підрозділи КПРС (РКП(б), ВКП(б)), що створювалися у різний час у адміністративних одиницях СРСР, які мали назву «союзні республіки», вважалися частинами єдиної партії, не мали самостійних програм, статутів і від самого моменту створення включалися до партії на правах обласних партійних організацій. Так, КП(б)У була заснована у квітні 1918 у Москві як формально самостійна партія, але вже через 3 місяці, на своєму I з'їзді, включена до складу РКП(б) з підпорядкуванням спільним партз'їздам і ЦК.

Число республіканських партійних організацій змінювалась зі зміною адміністративного поділу СРСР. Так, наприклад, зі створенням Карело-Фінської РСР (1940), була утворена відповідна республіканська партійна організація, а з ліквідацією республіки (1956) за рішенням ЦК партії була ліквідована і республіканська партійна організація.

### Членство

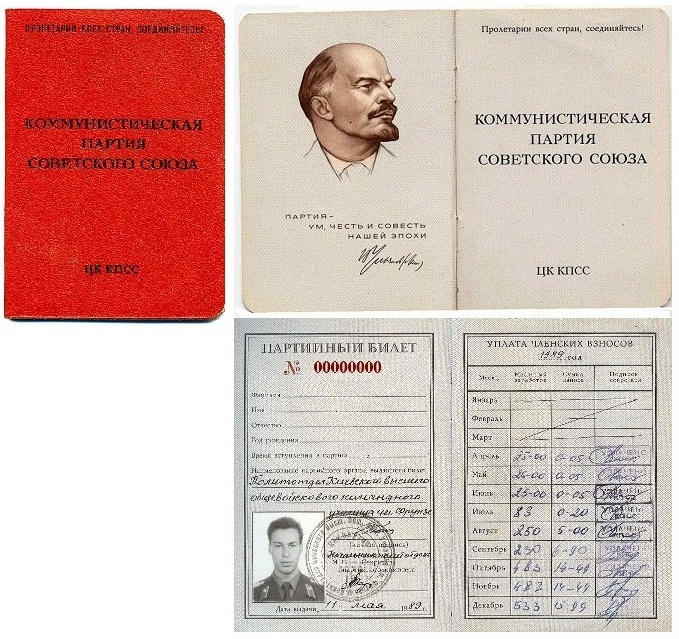
Партійний квиток (1989)

Для вступу до КПРС були потрібні рекомендації двох членів партії (з партійним стажем не менше року). За рішенням зборів первинної партійної організації безпартійний ставав кандидатом у члени КПРС і йому видавалася кандидатська картка. Після успішного проходження випробувального терміну (не менше року) кандидат рішенням зборів первинної партійної організації приймався у члени партії, або ж його кандидатура відхилялася і він вибував із числа кандидатів у члени партії.
Історично кількість необхідних рекомендацій змінювалася, і, в 1920-ті — 1930-роки могла залежати від соціальної приналежності претендента (дві рекомендації, три, п'ять). Міг змінюватися і термін кандидатського стажу (один рік, два, три).
Усі члени партії та кандидати були зобов'язані платити партійні внески.
Станом на 1 січня 1982 року КПРС налічувала у своєму складі 17 млн 770 тис. членів і кандидатів у члени.

Розподіл членів КПРС за національним складом (1982 р.):
- росіяни — 59,8 %
- українці — 16,0 %
- білоруси — 3,8 %
- узбеки — 2,3 %
- казахи — 1,9 %
- грузини — 1,7 %
- азербайджанці — 1,6 %
- вірмени — 1,5 %
- євреї — 1,4 %

## Таємні інструкції КПРС
Із таємних інструкцій, що ними керувалась комуністична партія у своєму внутрішньопартійному житті та управлінні державою центральними та місцевими партійними комітетами, нині відомі лише деякі, або ж окремі їх положення. Після заборони КПРС (1991) її архіви залишились закритими і знаходяться у Російській Федерації.
1937 року була видана Інструкція ЦК ВКП(б), підписана Й. Сталіним від ЦК, М. Єжовим від НКВС СРСР, А. Вишинським від прокуратури СРСР про порядок «вилучення класово-чужих та соціально-ворожих елементів по СРСР». Цією інструкцією встановлювався точний відсоток вилучення людей по областях, краях та республіках — десь між 3—4 % населення адміністративної одиниці, що мало скласти 5—6 мільйонів «ворогів народу» (раніше так розверстувалась заготівля худоби). І оскільки таку кількість людей було неможливо «пропустити» навіть через радянські суди, то інструкцією пропонувалося створити «надзвичайні трійки» при НКВС і основну масу заарештованих «судити» заочно списками через ці «трійки».
У часи панування Й. Сталіна був створений «інститут других секретарів» ЦК союзних та автономних республік. Його сутність зберігалась до ліквідації КПРС: перший секретар ЦК союзної республіки призначався з осіб титульної нації, а другий — обов'язково росіянин, що призначався із Москви. Він не знав ні мови, ні культури, ні історії місцевого народу, та це йому було й не потрібне: він був очима й вухами Москви проти потенційного сепаратизму. Другий секретар насправді відігравав роль першого, а номінальний перший секретар — лише національна бутафорія при другому.
На додачу до такого становища у національних республіках були посади, які могли обіймати лише росіяни, або, як виняток, зрусифіковані, вірні Москві національні кадри.
Це були посади командувачів військовими окру́гами, начальників гарнізонів, начальників прикордонних загонів, голів КДБ республік, міністрів внутрішніх справ, керівників залізниць та повітряними лініями, міністрів зв'язку республік, директорів підприємств союзного значення, завідувачів головними відділами ЦК республіки. Перші замісники голів рад міністрів союзних республік та перші замісники усіх міністрів (де міністр — не росіянин) теж обов'язково мали бути росіянами.
Не дотримуючись встановлених КПРС законів, ЦК встановив порядок, за яким партійні працівники, починаючи з рівня райкому, щорічно отримували гроші у конверті «на оздоровлення», що не обкладались податком і з яких не платили членські внески до каси партії.
Відповідно до однієї з інструкцій, кожен районний комітет щотижня надсилав до вищестоящого комітету зведену «Інформацію про настрої у районі», де вказувалось, хто, у якому селі, у якому колгоспі чи на якому підприємстві, у розмові з ким і що сказав.
Комітети партії отримували спеціальні видання, що надсилалися закритою партійною поштою, про публікації у закордонній пресі, до якої громадяни СРСР не мали доступу. Інформацію із закордонної преси партійним працівникам дозволялось використовувати у пропаганді, не вказуючи джерела інформації.

## Пенсійне забезпечення керівників партійних комітетів
Керівникам і працівникам партійних комітетів пенсії, включаючи і персональні, призначалися і виплачувалися за рахунок держави у той час, коли більшість населення країни — колгоспники — не отримували пенсій.

## Злочинці у керівництві КПРС
Як до приходу до влади, так і під час перебування при владі усіх партій, правонаступником яких була КПРС, у керівництві цих партій завжди були люди, засуджені за різні злочини. Ідеологи партії віднаходили виправдання діяльності цих осіб, а, часто, навіть намагалися героїзувати їх діяльність. Крім того, у випадку, коли та чи інша особа у певний час могла бути корисною для партійної чи державної діяльності, керівництво КПРС приймало спеціальні, інколи таємні, рішення про використання таких осіб, не звертаючи уваги на їх минуле.
- Ульянов В. І., (рос. Ульянов, Владимир Ильич), вперше заарештований у ніч з 4 на 5 грудня 1887 року за участь у студентському виступі і 7 грудня висланий до д. Кокушкіно Казанської губернії; заарештований 9 грудня 1895 року і перебував у петербургській в'язниці близько 14 місяців, засуджений до заслання на 3 роки, вирок оголошено 13 лютого 1897[40]. Заарештований 26 липня 1914 року у с. Пороніному (Королівство Галичини та Володимирії, Австро-Угорщина), утримувався у в'язниці міста Новий Тарг, потім Кракова близько двох тижнів.
- Джугашвілі Й. В. (груз. იოსებ ჯუღაშვილი), вперше заарештований 5 квітня 1902 року, півтора року утримувався у в'язниці, потім засланий до Східного Сибіру; 25 березня 1908 року заарештований, утримувався близько року у в'язниці, засланий до Вологодської губернії; втік із місця заслання, але знову був заарештований і повернений на місце заслання; 5 травня 1912 року заарештований і засланий до Наримського краю; у березні 1913 року заарештований, утримувався у в'язниці, потім засланий до Туруханського краю;[41][42] на підставі розгляду кримінальної справи, порушеної за фактом вчинення геноциду в Україні в 1932–1933 роках визнаний судом винним у безпосередньому вчиненні злочину, передбаченого ч. 1 ст. 442 Кримінального кодексу України (Постанова Апеляційного суду міста Києва від 13 січня 2010 року).[43].
- Бронштейн Л. Д. (івр. לאון (לב) דוידוביץ' טרוצקי), вперше заарештований 28 січня 1898, утримувався в одеській в'язниці близько двох років, 1900 року засланий до Іркутської губернії; заарештований 3 грудня 1905 року, 1906 року засуджений на довічне заслання із позбавленням усіх громадянських прав; 1916 року заарештований у Франції і висланий до Іспанії, звідки висланий до Північно-Американських Сполучених штатів; силою вивезений 1927 року із Москви і утримувався у засланні в Алма-Аті; 1929 року висланий за кордон СРСР[44].
- Скрябін В. М. (рос. Скря́бин, Вячеслав Михайлович), вперше заарештований у березні 1909, до осені утримувався у Казанській в'язниці, відправлений у заслання до Вологодської губернії на 2 роки; 1915 року заарештований і засланий на три роки до Іркутської губернії;[45][46] на підставі розгляду кримінальної справи, порушеної за фактом вчинення геноциду в Україні в 1932–1933 роках визнаний судом винним у безпосередньому вчиненні злочину, передбаченого ч. 1 ст. 442 Кримінального кодексу України (Постанова Апеляційного суду міста Києва від 13 січня 2010 року).[43].
- Каганович Л. М. (івр. לזר קגנוביץ' (אלעזר,), на підставі розгляду кримінальної справи, порушеної за фактом вчинення геноциду в Україні в 1932–1933 роках визнаний судом винним у безпосередньому вчиненні злочину, передбаченого ч. 1 ст. 442 Кримінального кодексу України (Постанова Апеляційного суду міста Києва від 13 січня 2010 року).[43].
- Постишев П. П. (рос. Постышев, Павел Петрович) на підставі розгляду кримінальної справи, порушеної за фактом вчинення геноциду в Україні в 1932–1933 роках визнаний судом винним у безпосередньому вчиненні злочину, передбаченого ч. 1 ст. 442 Кримінального кодексу України (Постанова Апеляційного суду міста Києва від 13 січня 2010 року).[43].
- Дзержинський Фелікс (пол. Feliks Dzierżyński), вперше заарештований 1897 року, 1898 засланий до Вятської губернії, звідки утік; 1900 року заарештований, до 1902 року утримувався у в'язниці, потім засланий до Східного Сибіру на 5 років звідки утік і виїхав за кордон; у липні 1905 року заарештований, звільнений по амністії у жовтні; у кінці 1906 заарештований, пів року утримувався у в'язниці; 1908 року заарештований, утримувався у в'язниці, 1909 засланий на поселення до Сибіру, звідки утік; 1912 року заарештований, засуджений до 3-х років каторги; знову засуджений ще до 6 років каторжних робіт 1916 року.
- Розенфельд Л. Б. (івр. לב בוריסוביץ' קמנייב), вперше заарештований 1902 року, утримувався у Бутирській, потім Таганській в'язниці у Москві, через кілька місяців висланий на батьківщину, до Тифлісу, під нагляд поліції; заарештований у лютому 1904 у Москві, утримувався у в'язниці 5 місяців, висланий до Тифлісу, під нагляд поліції; заарештований у квітні 1908, у в'язниці перебував до липня; заарештований у листопаді 1914 року, утримувався у в'язниці до травня 1915, засуджений до позбавлення усіх прав та заслання до Сибіру, де знаходився до революції 1917 року; заарештований 1927, засланий до Калуги; 1932 року засланий до Мінісінська; у грудні 1934 заарештований, утримувався у в'язниці, у січні 1935 засуджений до 5-ти років ув'язнення, у червні 1935 року до 10-ти років ув'язнення; 1936 року засуджений до найвищої міри покарання і розстріляний.
- Апфельбаум О.-Г. А. (івр. גריגורי יבסייביץ' זינובייב)
- Собельсон Кароль (івр. קארל ברנגארדוביץ' רַאדֶק, пол. Karol Sobelsohn). Заарештований 15 лютого 1919 року у Німеччині, куди прибув із Москви нелегально, утримувався у в'язниці до грудня.
- Брилліант Г. Я. (івр. ), у лютому 1909 засуджений до довічного заслання, 30 січня 1937 року у справі «Паралельного антирадянського троцкістського центру» засуджений до 10 років ув'язнення.
- Косіор Стані́слав (пол. Stanisław Kosior), на підставі розгляду кримінальної справи, порушеної за фактом вчинення геноциду в Україні в 1932–1933 роках визнаний судом винним у безпосередньому вчиненні злочину, передбаченого ч. 1 ст. 442 Кримінального кодексу України (Постанова Апеляційного суду міста Києва від 13 січня 2010 року).[43].
- Чубар В. Я., на підставі розгляду кримінальної справи, порушеної за фактом вчинення геноциду в Україні в 1932–1933 роках визнаний судом винним у безпосередньому вчиненні злочину, передбаченого ч. 1 ст. 442 Кримінального кодексу України (Постанова Апеляційного суду міста Києва від 13 січня 2010 року).[43].
- Хатаєвич М. М. (івр. ), на підставі розгляду кримінальної справи, порушеної за фактом вчинення геноциду в Україні в 1932–1933 роках визнаний судом винним у безпосередньому вчиненні злочину, передбаченого ч. 1 ст. 442 Кримінального кодексу України (Постанова Апеляційного суду міста Києва від 13 січня 2010 року).[43].
- Квірінг Е. Й. (нім. Emmanuel Quiring), тричі заарештовувався 1913—1914 року, висланий із Санкт-Петербурга 1914 року; пізніше засланий до Іркутської губернії, де відбував покарання до 1917 року; у листопаді 1937 року засуджений до вищої міри покарання — розстрілу.
- Коцюбинський Ю. М.
- Примаков В. М.
- Якір Й. Е. (івр. יונה עמנואלוביץ' יקיר)
- Затонський В. П.
- Орджонікідзе Г. К. (груз. გრიგოლ ორჯონიკიძე)

### Фотографії під час арештів та перебування у в'язницях

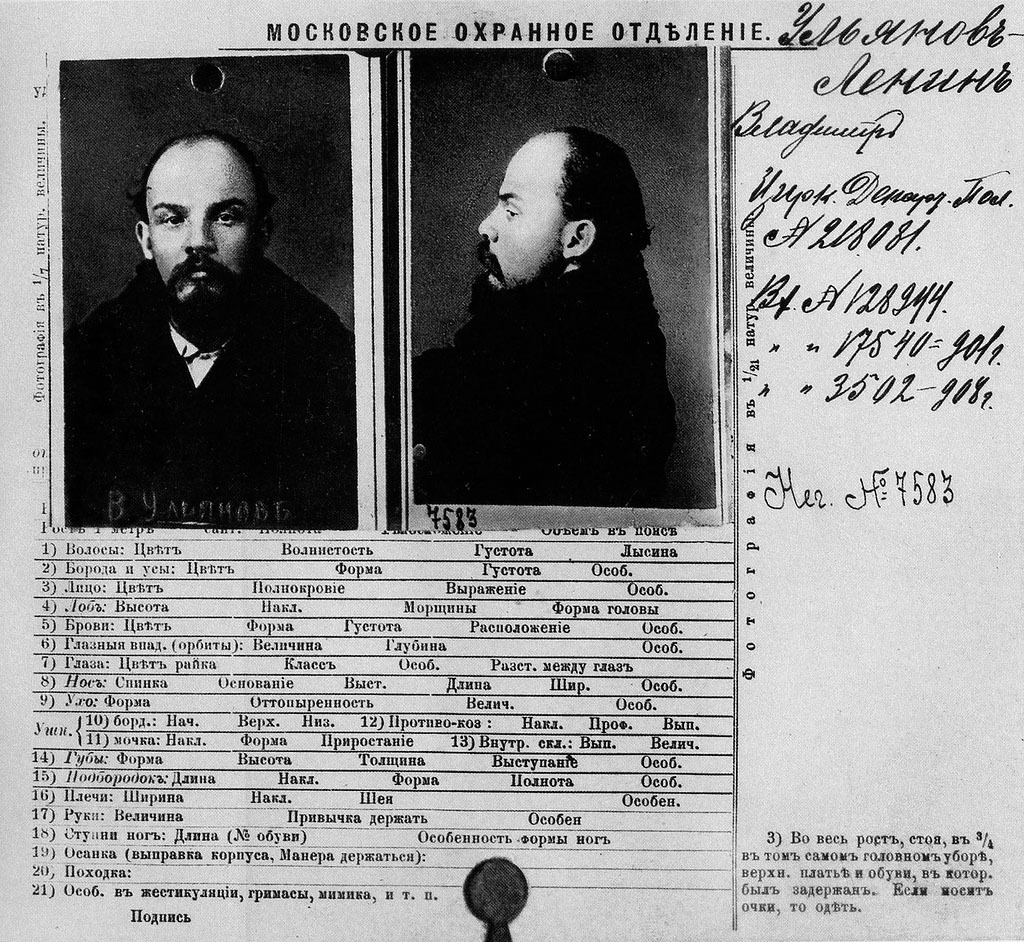
В. Ульянов у в'язниці у справі рос. "Союза борьбы за освобождение рабочего класса", грудень 1895 року
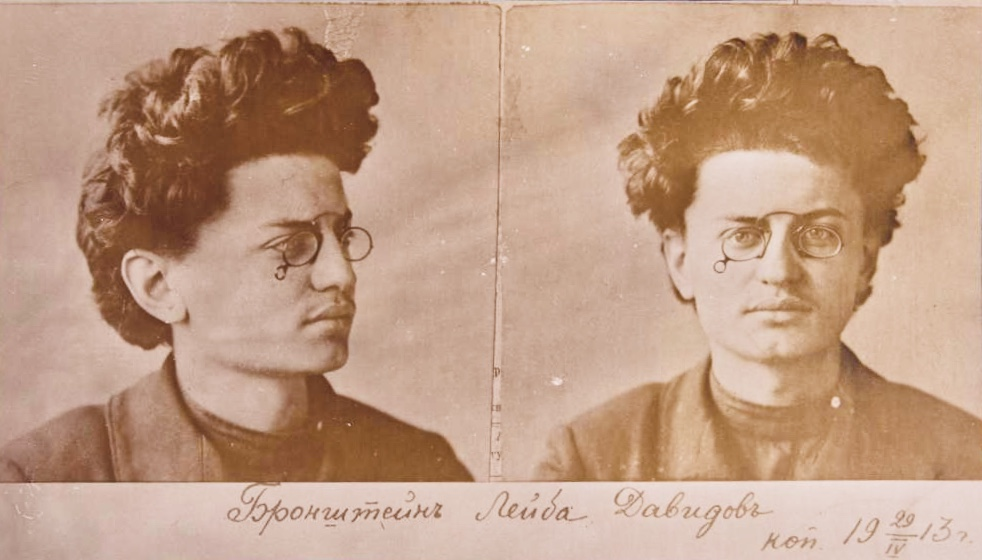
Л. Бронштейн, грудень 1905
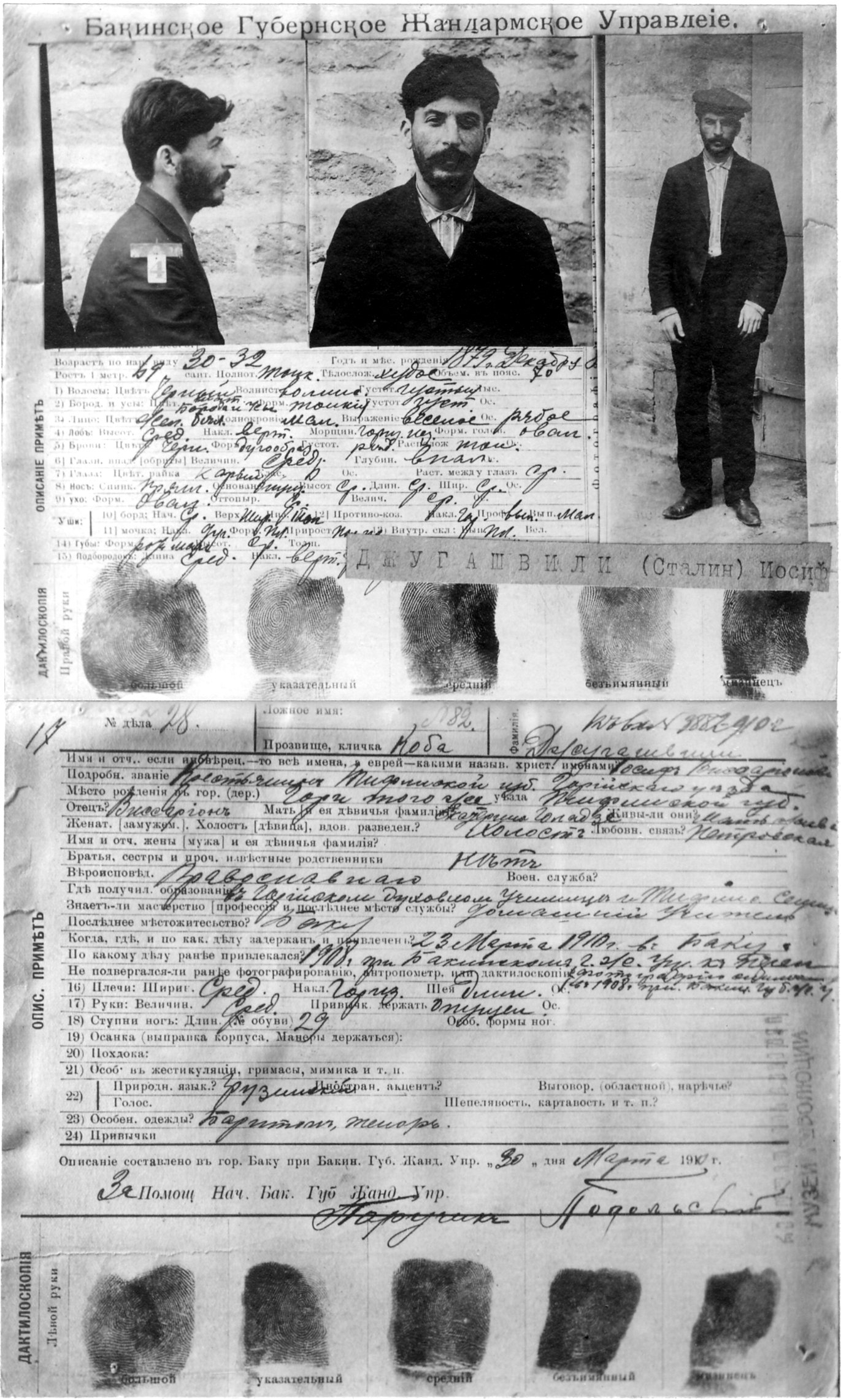
Й. Джугашвілі, березень 1910 року
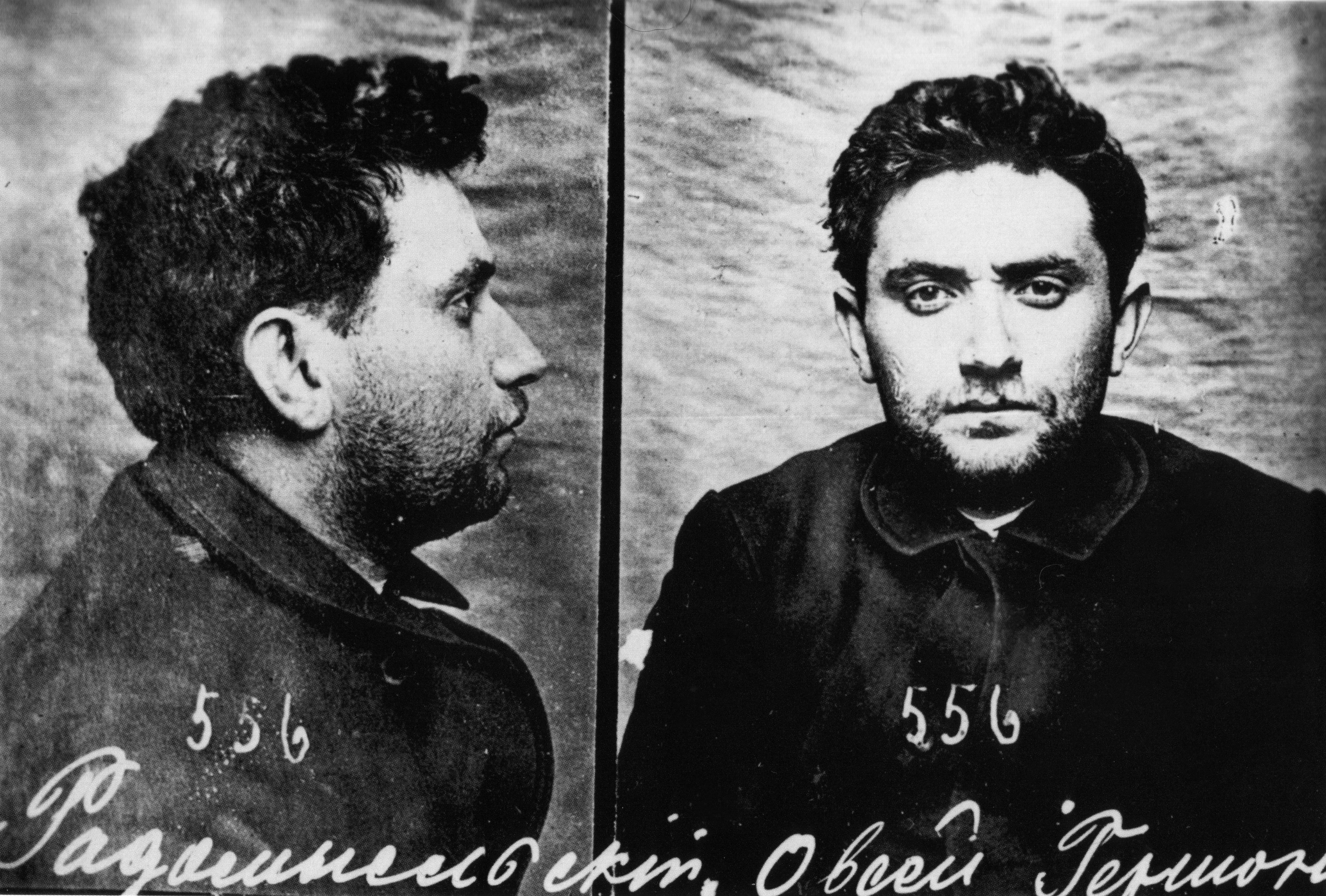
Апфельбаум О.-Г. А., 1908